# إيساف (مغني)
إيساف جبل ولد في (23 أكتوبر 1977) في (القاهرة، مصر)، مغني مصري. شارك في برنامج المسابقات الغنائية «ستار ميكر» في نسخته الثانية.
حققت أغنيتا «زى غيرها» و«عاشق بحب» نجاحا حيث احتلت اغنيته «عاشق بحب» المركز الأول في سباق الراديو لمدة 8 اسابيع متتالية.[بحاجة لمصدر]
ثم صدر له في 4 أبريل 2007 البوم غنائي حمل عنوان «معاه قلبي» ضم مجموعة من الأغاني محققه نجاحا رغم عدم تصوير أي من اغنياته.

## ألبوماته
- معاه قلبي.
- حياة الروح.

## أفلامه
- كازانوفا
- الحكاية فيها منة[1]
- عايشين اللحظة (2009)
- سكن جوايا